# Most U Jána
Most U Jána v Plzni (ev. č. PM-022) převádí ulici U Prazdroje přes řeku Radbuzu. Je po něm vedena silniční doprava a tramvajová trať.

## Původ názvu
Název je odvozen od sochy sv. Jana Nepomuckého, kterou vytvořil roku 1685 sochař Ottavio Motta jako kopii Brokoffovy sochy tohoto světce na pražském Karlově mostě. V roce 1889 byla socha, stojící na tomto mostě minimálně od roku 1839, přemístěna ke křižovatce na východním břehu Radbuzy, kde se stýkaly silnice směrem do Prahy a do Českých Budějovic. Od roku 1933 se pak nachází u Masných krámů.

## Sousední mosty
Název U Jána je někdy používán i pro novou soustavu železobetonových mostů z roku 1979 v blízkosti, které převádějí před Radbuzu Tyršovu ulici. Soumostí je tvořeno třemi samostatnými mostními tělesy: 26-013..1 povodní, 26-013..2 návodní a PM-099 střední, určené jako rezerva pro případnou tramvajovou dopravu.